# U.S. Fiorenzuola 1922
U.S. Fiorenzuola 1922 je nogometni klub iz Fiorenzula d'Arda. Osnovan je 1922. godine.

## Povijest
Svoje je najveće trenutke slave, Fiorenzuola je doživjela devedesetih godina, kada su s predsjednikom Antoniom Villom ušli u Serie C1 i bili nadomak prolasku u Serie B sezone 1994./95. kada su u finalu play-offa izgubili na jedanaesterce od Pistoiese. Povijesna je bila utakmica protiv Intera na kojoj su pobijedili s 2-1 u četvrtfinalu talijanskog kupa 1995./96.
Nakon toga su se polagano spuštali da bi se na kraju vratili ponovno u amaterske lige.
Poslije mnogo ispadanja ekipa se u sezoni 2007./08. vratila u Serie D. 